# Rissoina abrardi
Rissoina abrardi is een slakkensoort uit de familie van de Rissoidae. De wetenschappelijke naam van de soort is voor het eerst geldig gepubliceerd in 1966 door Ladd.